# X (album Colonije)
X (također znan kao Deset) deseti je studijski album hrvatskog glazbenog sastava Colonia. Diskografska kuća Menart objavila ga je 10. listopada 2010.

## Popis pjesama
1. "Stranac"
2. "Zavoli me u prolazu"
3. "Nedodirljiva"
4. "Poljubi me za kraj"
5. "Nisam ti jedina ali sam ti najbolja"
6. "Jutro moje nema boje"
7. "Daj mi 5 minuta"
8. "Kad se sretnu stari prijatelji"
9. "Bijela zastava"
10. "Daj daj"
11. "Sjeti se ljeta"
12. "Kosa boje kestena"
13. "Ne volim rujan i listopad"
14. "Suvenir"
15. "Lažu oči moje"